# Ernest Benito Serra
Ernest Benito Serra (26 de febrero de 1951 en Barcelona, España) es un político español. Fue diputado por Tarragona en la VIII legislatura (2004-2008).
Es licenciado en Ciencias de la Educación. Profesor de instituto.

## Actividad profesional
- Vocal de la Comisión de Educación y Ciencia
- Secretario Primero de la Comisión de Agricultura, Pesca y Alimentación
- Vocal de la Comisión de Cultura